# Partito Socialdemocratico Hunchakian
Il Partito Socialdemocratico Hunchakian (in Lingua armena: Սոցիալ դեմոկրատ Հնչակյան կուսակցություն, PSDH) o Hentchak (La Campana) è un partito politico attivo in Armenia e in Libano.
Il PSDH è stato fondato nel 1887 da un gruppo di studenti armeni a Ginevra, con l'obiettivo dichiarato dell'indipendenza dell'Armenia.
Lo Hentchak è il più antico partito armeno ed il primo partito socialista dell'Impero ottomano.
Il PSDH è, quindi, partito socialista nel senso classico del termine e non socialdemocratico nell'accezione odierna, cioè più moderato. Il PSDH è infatti più a sinistra del Tashnak.
Il partito ebbe diffusione anche in Inghilterra. Nella capitale inglese, l'intellettuale armeno Arpiar Arpiaryan tentò di pubblicare due riviste mensili, Mart (Մարտ, Battaglia) e Nor Kyanq (Նոր Կեանք, Vita Nuova), che prendeva spunto nel titolo dall'omonima opera di Dante Alighieri, che erano legate alla corrente 'Veragazmial Hunchakianner'.
Il partito è ancora oggi attivo nella Repubblica d'Armenia ed in Libano. Il partito non si è presentato alle elezioni parlamentari del 2018, nelle quali l'unico partito che espressamente si ispira alla socialdemocrazia è stato il Partito Socialdemocratico «Decisione del Cittadino».